# Lars Belin
Lars Gunnar Axel Belin, född den 7 mars 1930, död den 10 februari 2021 i Lundby församling, var en svensk överläkare, docent och allergolog.
Belin tog studentexamen 1949 varpå han påbörjade medicinska studier. 1970 publicerade han en tidig artikel i Lancet rörande enzymer i tvättmedel och dessas eventuella upphov till allergiska reaktioner. Han disputerade 1972 på en avhandling om björkpollens allegener, och reste efter disputationen till den allergologiska avdelningen vid Johns Hopkins University i USA där han stannade i två år. Väl tillbaka i Sverige byggde han upp en laborativ verksamhet inom allegologi vid Sahlgrenska sjukhuset i Göteborg, och var senare i livet engagerad i att bygga upp en laboratoriebaserad allergidiagnostik i Costa Rica. Belin är gravsatt i minneslunden på Lundby gamla kyrkogård.